# Hallam, Pennsylvania
Hallam är en ort i York County i delstaten Pennsylvania. Enligt 2010 års folkräkning hade Hallam 2 673 invånare.